# Рејноса
Рејноса (шп. Reynosa) је град у Мексику у савезној држави Тамаулипас. Према процени из 2005. у граду је живело 507.998 становника.

## Становништво
Према подацима са пописа становништва из 2010. године, град је имао 589.466 становника.
| 1990.   | 1995.   | 2000.   | 2005.   | 2010.   |
| ------- | ------- | ------- | ------- | ------- |
| 265.663 | 320.458 | 403.718 | 507.998 | 589.466 |